# Ядро (алгебра)
Ядро в общей алгебре — характеристика отображения {\displaystyle f\colon A\rightarrow B}, обозначаемая {\displaystyle \ker f}, отражающая отличие {\displaystyle f} от инъективного отображения, обычно — множество прообразов некоторого фиксированного (нулевого, единичного, нейтрального) элемента {\displaystyle e}. Конкретное определение может различаться, однако для инъективного отображения {\displaystyle f} множество {\displaystyle \ker f} всегда должно быть тривиально, то есть состоять из одного элемента (как правило, нейтрального элемента из {\displaystyle A}).
Конструкция возникла как обобщение понятия ядра линейного отображения и естественным образом обобщена на отображения любых структур с нулём или нейтральным элементом.
Если множества {\displaystyle A} и {\displaystyle B} обладают некоторой структурой (например, являются группами или векторными пространствами), то {\displaystyle \ker f} также должно обладать этой структурой, при этом различные формулировки основной теоремы о гомоморфизме связывают образ {\displaystyle \mathrm {Im} \,f} и фактормножество {\displaystyle A/\ker \,f}.
Дальнейшее обобщение понятия осуществлено в теории категорий, в которой также используется двойственная конструкция — коядро.